# Judas (bier)
Judas is de naam van een bier van hoge gisting van de brouwerij Alken-Maes uit België. Het bier hergist ook op de fles.
Het heeft een alcoholpercentage van 8,5%. Aangeraden wordt om het rechtstaand te bewaren en heel zorgvuldig uit te schenken, bij een schenktemperatuur tussen 6 en 8°C.
Het bier werd gelanceerd in 1986 en destijds gebrouwen in Brouwerij Union te Jumet, die werd overgenomen door Alken-Maes en in 2007 werd gesloten, het bier werd ook in Zulte gebrouwen, maar daar werd de brouwerij ook gesloten waarna de productie werd overgebracht naar de brouwerij in Alken.